# 서울난화초등학교
서울난화초등학교는 대한민국 서울특별시 관악구 신림7동에 있었던 초등학교이다.

## 연혁
- 1988년 2월 : 서울난향초등학교와 분리되면서 개교
- 1990년 2월 : 1회 졸업생 배출 6학년 3개반
- 1996년 2월 29일 : 서울난향초등학교와 통폐합되면서 폐교

## 폐교 이후
폐교 이후, 서울난화초등학교 교사는 현재 서울정문학교에서 이용하고 있다.